# Selección de Costa Rica en el mundial Sub-17 China 1985
Por primera vez en su historia, una selección costarricense accede a un campeonato mundial de cualquier categoría, donde queda eliminado en primera ronda con grandes jugadores como Hernán Medford y Javier Vicente Wanchope.
| Jugador             | Número | Posición   | PJ | Goles | TA | TR |
| ------------------- | ------ | ---------- | -- | ----- | -- | -- |
| Rafael Villalobos   | 22     | Guardameta | 3  | 0     | 0  | 0  |
| Carlos Ramírez      | 20     | Guardameta | 3  | 0     | 0  | 0  |
| Dilson Solís        | 1      | Guardameta | 0  | 0     | 0  | 0  |
| Erick Rodríguez     | 2      | Defensor   | 3  | 0     | 0  | 0  |
| Marcos Padilla      | 3      | Defensor   | 3  | 0     | 0  | 0  |
| Edwin Barquero      | 5      | Defensor   | 3  | 0     | 0  | 0  |
| Gilberto Villalobos | 6      | Defensor   | 3  | 0     | 0  | 0  |
| Sergio Alvarado     | 4      | Defensor   | 0  | 0     | 0  | 0  |
| Sergio Bogantes     | 17     | Defensor   | 0  | 0     | 0  | 0  |
| Javier Wanchope     | 9      | Volante    | 3  | 0     | 0  | 0  |
| Jaime Quesada       | 10     | Volante    | 3  | 0     | 0  | 0  |
| Raymond Monney      | 8      | Volante    | 1  | 0     | 0  | 0  |
| Donald Ávila        | 7      | Volante    | 1  | 0     | 0  | 0  |
| Róger León          | 15     | Volante    | 1  | 0     | 0  | 0  |
| Hernán Medford      | 12     | Delantero  | 3  | 1     | 0  | 0  |
| José Ramírez        | 11     | Delantero  | 3  | 0     | 0  | 0  |
| Álvaro Hernández    | 14     | Delantero  | 3  | 0     | 0  | 0  |
| Fernando Rossés     | 16     | Delantero  | 3  | 0     | 0  | 0  |
| Fernando Rossés     | 20     | Delantero  | 0  | 0     | 0  | 0  |

D.T: Manuel Antonio "Ibo" Arias
- Datos: Q6124048